# Torneo de Los Cabos 2017
El Abierto Mexicano Los Cabos 2017 fue un torneo de tenis perteneciente al ATP Tour 2017 en la categoría ATP World Tour 250. El torneo tuvo lugar en la ciudad de Los Cabos, México, desde el 31 de julio hasta el 5 de agosto de 2017 sobre canchas duras.

## Distribución de puntos
| Modalidad            | Campeón | Finalista | Semifinales | Cuartos de final | 2ª ronda | 1ª ronda | Clasificados | 2ª ronda de clasificación | 1ª ronda de clasificación |
| Individual masculino | 250     | 165       | 100         | 50               | 25       | 0        | 13           | 7                         | 0                         |
| Dobles masculino     | 250     | 150       | 90          | 45               | 20       | 0        | -            | -                         | -                         |

## Cabezas de serie

### Individuales masculino
| Tenista           | Ranking | Preclasificado |
| Tomáš Berdych     | 14      | 1              |
| Sam Querrey       | 23      | 2              |
| Albert Ramos      | 24      | 3              |
| Feliciano López   | 27      | 4              |
| Ivo Karlović      | 29      | 5              |
| Fernando Verdasco | 37      | 6              |
| Adrian Mannarino  | 41      | 7              |
| Frances Tiafoe    | 60      | 8              |

- Ranking del 24 de julio de 2017.

### Dobles masculino
| Tenista                         | Ranking | Preclasificados |
| Andrés Molteni Adil Shamasdin   | 94      | 1               |
| Juan Sebastián Cabal Treat Huey | 99      | 2               |
| Marc López David Marrero        | 102     | 3               |
| Purav Raja Divij Sharan         | 105     | 4               |

## Campeones

### Individual masculino
Sam Querrey venció a  Thanasi Kokkinakis por 6-3, 3-6, 6-2

### Dobles masculino
Juan Sebastián Cabal /  Treat Huey vencieron a  Sergio Galdos /  Roberto Maytín por 6-2, 6-3